# Men at Work
Men At Work var et australsk reggae-inspireret rock band der kom frem i begyndelsen af 1980-erne. De er bedst kendt for deres hit "Down Under" fra 1982, som blev en kommerciel succes i mange lande. Det blev den uofficielle sang til den australske succes i 1983 America's Cup og er for mange unge under 40 blevet den uofficielle nationalsang.[kilde mangler]

## Bandmedlemmer
- Colin Hay, forsanger og guitar
- Ron Strykert, guitar, sang
- John Rees, bass, sang
- Greg Ham, saxofon, fløjte, keyboard, harmonica, sang ( † 19.04.2012 [3])
- Jerry Speiser, trommer, sang

## Diskografi
- Keypunch Operator  (1979)
- Business as Usual (1982) #1 US, #1 AUS
- Cargo (1983) #3 US, #1 AUS
- Two Hearts (1985) #50 US, #16 AUS
- Brazil (1998)

## Singler
| Årstal | Title                      | Hitlisteplacering | Hitlisteplacering  | Hitlisteplacering | Hitlisteplacering | Album             |
| Årstal | Title                      | US Hot 100        | US Mainstream Rock | Australia         | UK                | Album             |
| 1982   | "Who Can It Be Now?"       | #1                | #46                | #2 (1981)         | -                 | Business As Usual |
| 1982   | "Down Under"               | #1                | #1                 | #1 (1981)         | #1                | Business As Usual |
| 1983   | "Be Good Johnny"           | -                 | #3                 | #8 (1982)         | -                 | Business As Usual |
| 1983   | "Overkill"                 | #3                | #3                 | #5                | #21               | Cargo             |
| 1983   | "It's A Mistake"           | #6                | #27                | #34               | #33               | Cargo             |
| 1983   | "Dr. Heckyll and Mr. Jive" | #28               | #12                | #6 (1982)         | #31               | Cargo             |
| 1985   | "Everything I Need"        | #47               | #28                | #37               | -                 | Two Hearts        |